# Фахритдинов, Иршат Юнирович
Иршат Юнирович Фахритдинов (1 февраля 1965, Сайраново, Башкирская АССР — 22 октября 2021, Уфа) — российский государственный деятель. Депутат Государственной думы 5-го и 6-го созыва. Избран в составе федерального списка кандидатов, выдвинутого Всероссийской политической партией «Единая Россия». Дата начала полномочий — 2 декабря 2007 года. Член фракции «Единая Россия». Член Комитета ГД по делам ветеранов. Помощники депутата: Екатерина Викторовна Архангельская и Рафаэль Шамилович Вахитов.
награждён Почетным знаком Государственной Думы «За заслуги в развитии парламентаризма». Награды народный избранник удостоен за долголетнюю плодотворную работу.

## Биография
В 1986 году окончил Омское высшее общевойсковое командное училище. По завершении учёбы переправлен в Афганистан. Служил в 101-й полку 5-й мотострелковой дивизии, расположенной в городе Герат. Из его воспоминаний:

Страна очень красивая. Весной луга покрываются чудесными цветами. Сами жители — полуграмотные крестьяне, которые лучше бы пасли скот, чем воевали. Живут в страшной нищете, питаются плохо. Наши солдаты нередко делились своими продуктовыми запасами с их чумазыми ребятишками. Сами «духи» — невысокие, щуплые, плохо владеют оружием. Стреляют не прицельно, от живота. Вооружены в основном автоматами и гранатомётами. Зато командиры их — профессиональные вояки, прекрасно владеют русским. И неудивительно: большая их часть обучалась в Советском Союзе в Университете дружбы народов им. П.Лумумбы. Вот ведь парадокс — по пять лет жили в Москве, бок о бок с нашими людьми, а у себя на родине как раз отличались необузданной жестокостью. Не брали во внимание, что мы пришли не воевать, а в составе «миротворческих войск». Проводили пропаганду среди своих, что мы — агрессоры. И не дай бог попасться к ним в плен: либо пытать будут, либо продадут в рабство.
Иршат Фахритдинов продолжил службу в миротворческих силах в Абхазии в составе Уральского миротворческого батальона. После ранения, госпиталя возвратился на родину. Вскоре написал рапорт о службе в Чечне. Служил в 324-й мотострелковом полку, размещавшемся близ Шатоя.

Прежде всего меня поразили развалины. Грозный стоял весь в руинах, некоторые другие населенные пункты, например, деревню Шатой, разбомбили так, что не осталось ни одного целого дома. В уме не укладывалось: ведь это наш город, построенный на средства из российского бюджета. Вместо разрушенных капитальных домов завозили в республику финские вагончики, в них и жили люди. Возможно, живут и поныне. Зимой в Чечне холодно — ветер, слякоть. Мы сами ночевали в палатках, чтобы согреться, ставили буржуйки. Про весь беспредел, что я слышал от офицеров-«чеченцев», узнал воочию. В Афганистане за нашей спиной стояла великая держава, мы, можно сказать, чувствовали её дыхание, заботу. Обмундирование — самое удобное, продукты — лучше не бывает. Грамотные, болеющие за каждого рядового командиры. Взводный за погибшего, раненого солдата нес личную ответственность. Если в горах оказывалась группа окружённых неприятелем бойцов или умирал раненый, срочно по рации вызывали один-два боевых вертолёта, и они бросались на выручку. В Чечне я увидел другую, больно ранившую картину. Пареньки-новобранцы питались крупой без тушёнки, по три дня без хлеба. Уже не было того боевого братства, единства. Сам психологический настрой не тот. Офицерский состав приезжал в Чечню на три месяца отбыть командировку, солдатикам же — как повезет. Кто год отслужит, кто полгода, пока не ранят. Много контрактников, это особый народ, отличающийся большим цинизмом. О взаимовыручке иногда не было и речи. Взаимодействие с частями нарушено. Связь плохая, командование — слабое, неорганизованное. И за все расплачиваться приходилось нашим голодным, месяцами не видевшим бани, полураздетым ребятам. Зато с врагом мы столкнулись — хорошо обученным, отлично вооружённым. Потому и гибли десятками наши мальчишки. Положа руку на сердце, могу сказать, что себя мне упрекнуть не в чем. Жил вместе с подчинёнными, паек делили на всех. Мирное население к нам хорошо относилось. Они говорили: «Мы не хотим войны. Не надо никого убивать — ни наших, ни ваших. Это большое горе для матерей». Мы охраняли их вагончики, помогали соляркой на коптилки, потому что электричества почти нигде не было.

После командировки в Чечне уволился в запас.
С 1999 года работал в МЧС Башкирии.
В 2006 году — исполнительный директор ассоциации «Совет муниципальных образований Республики Башкортостан».
Возглавлял Башкирскую организацию инвалидов боевых действий.
Скончался 22 октября 2021 года в Уфе от последствий коронавирусной инфекции .

## Образование
Омское высшее общевойсковое командное училище им. М. В. Фрунзе (1986).
Башкирская академия государственной службы и управления при Президенте Республики Башкортостан (2002).

## Награды
- Орден Красной Звезды[6] (1988)
- Почетная грамота Верховного Совета СССР (1989)
- Медаль ордена «За заслуги перед Отечеством» 2-й степени (2014)
- Орден Салавата Юлаева (2013)
- Орден Содружества народов СНГ (2015)
- Благодарственное письмо Председателя Правительства РФ (2015)
- Медали за службу в Вооруженных Силах СССР и Российской Федерации, в том числе:
  - Медаль «70 лет Вооружённых Сил СССР»[6]
  - Медаль «За отличие в военной службе» II и III степеней[6]
  - Медаль «От благодарного афганского народа»[6]
  - Медаль «За заслуги в увековечении памяти погибших защитников Отечества»[6]
  - Медаль «200 лет Министерству обороны»[6]
- Два благодарственных письма от Председателя Госдумы РФ, Почетные знаки за развитие парламентаризма в России и в Башкортостане, Почетные Грамоты Председателей Госдумы РФ и Госсобрания-Курултая РБ.